# Parlamentní volby ve Španělsku v dubnu 2019

Rozdělení mandátů v Kongresu poslanců po volbách 2019. Zleva dole: EH Bildu, Unidos Podemos, Compromís 2019, ERC-Sobiranistes, PSOE, PRC, EAJ-PNV, JxCat–Junts, C's, CCa–PNC, NA+, PP, Vox.

Rozdělení mandátů v Senátu po volbách 2019. Zleva dole: EH Bildu, Unidos Podemos, Compromís 2019, ERC-Sobiranistes, PSOE, ASG, EAJ-PNV, JxCat–Junts, C's, CCa–PNC, NA+, PP, Vox.

Parlamentní volby ve Španělsku v roce 2019 se konaly v neděli 28. dubna. Ve volbách se obsazovalo všech 350 křesel v Kongresu poslanců a 208 z 266 křesel v Senátu. Volby se konaly necelé tři roky po volbách v roce 2016 a opět se jedná o volby předčasné.
Volby vyhlásil Pedro Sánchez ze Španělské socialistické dělnické strany, který se stal premiérem 1. června 2018, když inicioval vyslovení nedůvěry pravicové vládě Lidové strany tehdejšího premiéra Mariana Rajoye a sám se v logice konstruktivního vyjádření nedůvěry stal novým premiérem. Sánchezova vláda byla ovšem od počátku menšinová (v hlasování o důvěra byla část hlasů spíš protestní proti Rajoyovi než podporou Sáncheze) a obtížně získávala pro své kroky podporu v parlamentu. Sánchez se rozhodl svolat nové volby v únoru 2019, když jeho vláda neobhájila v parlamentu návrh státního rozpočtu. Volby se konaly jen měsíc před 26. květnem, kdy ve Španělsku současně proběhly volby do Evropského parlamentu, lokální volby a regionální volby.
Voleb se účastnilo 75,8 % voličů. Vítězem byla Sánchezova Španělská socialistická dělnická strana (28,7 % hlasů a 123 mandátů), která si v Kongresu poslanců od posledních voleb polepšila o 38 mandátů. Na druhém místě skončila Lidová strana, kterou od poloviny roku 2018 vedl její nový předseda Pablo Casado. Lidová strana získala 16,7 % hlasů a 66 mandátů. Na třetím místě skončila strana Ciudadanos s 15,9 % hlasů a 57 mandáty. Čtvrtou příčku obsadila levicová koalice Unidos Podemos s 14,3 % hlasů a 42 mandátů. Podemos jsou druhou nejvýraznější stranou, pro které volby znamenaly propad podpory. Od minulých voleb ztratili 29 mandátů. Pátou nejúspěšnější byla v parlamentu nová strana Vox (10,3 % hlasů a 24 mandátů), kterou v roce 2013 založili bývalí členové Lidové strany. Strana se svou ideologií řadí na krajní pravici a je tak prvním takovým hnutím ve španělském parlamentu od pádu frankismu v roce 1977.
V povolebním vyjednávání se Španělské socialistické dělnické straně nepodařilo najít koaličního partnera. Vyjednávání probíhala až do září 2019, kdy byl rozpuštěn parlament. Nové předčasné volby byly vyhlášeny na 10. listopadu 2019. Jednalo se již o čtvrté volby za čtyři poslední roky. V mezidobí vládli socialisté v menšinové vládě v demisi.

## Výsledky
Socialisté (PSOE) v Kongresu obdrželi 123 mandátů, Lidová strana (PP) 66 mandátů, Ciudadanos 57 mandátů, Unidos Podemos 44 mandátů, Vox 24 mandátů a Esquerra Republicana de Catalunya (ERC-Sobiranistes) 15 mandátů. Kvůli složitému systému regionů a voleb poté tradičně několik stran získalo zcela odlišné zastoupení na počet hlasů. Regionální Junts per Catalunya (JxCat–Junts) obdržela s 497 000 hlasy 7 mandátů. Strana PACMA neobdržela za 326 000 hlasů žádný mandát, ale za podobný výsledek získala regionální baskická strana Partido Nacionalista Vasco šest mandátů a regionální baskická strana EH Bildu za 258 000 hlasů získala mandáty čtyři. V grafu níže je šestnáct nejúspěšnějších uskupení, přesto strany PACMA, Front Republicà a Bloque Nacionalista Galego (BNG) neobdržely mandát, zatímco ostatní uvedené získaly alespoň jeden.

### Graf Kongres poslanců
| \| Výsledky voleb do Kongresu poslanců \| Výsledky voleb do Kongresu poslanců \| Výsledky voleb do Kongresu poslanců \| Výsledky voleb do Kongresu poslanců \| Výsledky voleb do Kongresu poslanců \| \| ------------------------------------------------------------------------------------------------------------ \| ----------------------------------- \| ----------------------------------- \| ----------------------------------- \| ----------------------------------- \| \| strana \| \| \| \| procento hlasů \| \| PSOE \| PSOE \| \| 28,68 % \| 28,68 % \| \| PP \| PP \| \| 16,70 % \| 16,70 % \| \| C's \| C's \| \| 15,86 % \| 15,86 % \| \| Podemos \| Podemos \| \| 14,31 % \| 14,31 % \| \| Vox \| Vox \| \| 10,26 % \| 10,26 % \| \| ERC-Sobiranistes \| ERC-Sobiranistes \| \| 3,91 % \| 3,91 % \| \| JxCat–Junts \| JxCat–Junts \| \| 1,91 % \| 1,91 % \| \| EAJ-PNV \| EAJ-PNV \| \| 1,51 % \| 1,51 % \| \| PACMA \| PACMA \| \| 1,25 % \| 1,25 % \| \| EH Bildu \| EH Bildu \| \| 0,99 % \| 0,99 % \| \| Compromís 2019 \| Compromís 2019 \| \| 0,66 % \| 0,66 % \| \| CCa–PNC \| CCa–PNC \| \| 0,53 % \| 0,53 % \| \| Front Republicà \| Front Republicà \| \| 0,43 % \| 0,43 % \| \| NA+ \| NA+ \| \| 0,41 % \| 0,41 % \| \| BNG \| BNG \| \| 0,36 % \| 0,36 % \| \| PRC \| PRC \| \| 0,20 % \| 0,20 % \| \| Volební účast: 75,8 % voličů Žádná jiná strana nezískala mandát ani nepřekročila podíl 0,2 % hlasů. Zdroj[1] \| \| \| \| \| |                  |  |         |                |
| Výsledky voleb do Kongresu poslanců |                  |  |         |                |
| strana |                  |  |         | procento hlasů |
| PSOE | PSOE             |  | 28,68 % | 28,68 %        |
| PP | PP               |  | 16,70 % | 16,70 %        |
| C's | C's              |  | 15,86 % | 15,86 %        |
| Podemos | Podemos          |  | 14,31 % | 14,31 %        |
| Vox | Vox              |  | 10,26 % | 10,26 %        |
| ERC-Sobiranistes | ERC-Sobiranistes |  | 3,91 %  | 3,91 %         |
| JxCat–Junts | JxCat–Junts      |  | 1,91 %  | 1,91 %         |
| EAJ-PNV | EAJ-PNV          |  | 1,51 %  | 1,51 %         |
| PACMA | PACMA            |  | 1,25 %  | 1,25 %         |
| EH Bildu | EH Bildu         |  | 0,99 %  | 0,99 %         |
| Compromís 2019 | Compromís 2019   |  | 0,66 %  | 0,66 %         |
| CCa–PNC | CCa–PNC          |  | 0,53 %  | 0,53 %         |
| Front Republicà | Front Republicà  |  | 0,43 %  | 0,43 %         |
| NA+ | NA+              |  | 0,41 %  | 0,41 %         |
| BNG | BNG              |  | 0,36 %  | 0,36 %         |
| PRC | PRC              |  | 0,20 %  | 0,20 %         |
| Volební účast: 75,8 % voličů Žádná jiná strana nezískala mandát ani nepřekročila podíl 0,2 % hlasů. Zdroj |                  |  |         |                |

### Základní data
|                        | PSOE          | PP           | C's           | Unidos Podemos         | Vox              | ERC-Sobiranistes |
| ---------------------- | ------------- | ------------ | ------------- | ---------------------- | ---------------- | ---------------- |
| Volební lídr           | Pedro Sánchez | Pablo Casado | Albert Rivera | Pablo Iglesias Turrión | Santiago Abascal | Oriol Junqueras  |
|                        | Pedro Sánchez | Pablo Casado | Albert Rivera | Pablo Iglesias Turrión | Santiago Abascal | Oriol Junqueras  |
| Počet hlasů            | 7 480 755     | 4 356 023    | 4 136 600     | 3 732 929              | 2 677 173        | 1 019 558        |
| Počet procent          | 28,7 %        | 16,7 %       | 15,9 %        | 14,3 %                 | 10,3 %           | 3,9 %            |
| Počet mandátů          | 123           | 66           | 57            | 42                     | 24               | 15               |
| Předchozí volby (2016) | 22,6 % (85)   | 32,6 % (135) | 13 % (32)     | 21,2 % (71)            | 0,2 % (0)        | 2,6 % (9)        |

### Graf Senát
I volby do senátu byly pro socialsity velkým vítězstvím ve volbách obsadili 121 mandátů (+18 jmenovaných); získali tak v senátu většinu. Naopak Lidová strana ztratila 71 mandátů a obsadila 56 + 19 míst. Unidos Podemos ztratili všech svých 11 senátorů a zůstalo jim jen 6 jmenovaných.
| \| Výsledky voleb do Senátu \| Výsledky voleb do Senátu \| Výsledky voleb do Senátu \| Výsledky voleb do Senátu \| Výsledky voleb do Senátu \| \| ------------------------------------------------------------------------- \| ------------------------ \| ------------------------ \| ------------------------ \| ------------------------ \| \| strana \| \| \| \| mandátů \| \| PSOE \| PSOE \| \| 139 \| 139 \| \| PP \| PP \| \| 75 \| 75 \| \| ERC-Sobiranistes \| ERC-Sobiranistes \| \| 12 \| 12 \| \| C's \| C's \| \| 10 \| 10 \| \| EAJ-PNV \| EAJ-PNV \| \| 10 \| 10 \| \| Podemos \| Podemos \| \| 6 \| 6 \| \| JxCat–Junts \| JxCat–Junts \| \| 4 \| 4 \| \| NA+ \| NA+ \| \| 3 \| 3 \| \| EH Bildu \| EH Bildu \| \| 2 \| 2 \| \| Compromís 2019 \| Compromís 2019 \| \| 1 \| 1 \| \| Vox \| Vox \| \| 1 \| 1 \| \| CCa–PNC \| CCa–PNC \| \| 1 \| 1 \| \| ASG \| ASG \| \| 1 \| 1 \| \| Volební účast: 75,8 % voličů Žádná jiná strana nezískala mandát. Zdroj[2] \| \| \| \| \| |                  |  |     |         |
| Výsledky voleb do Senátu |                  |  |     |         |
| strana |                  |  |     | mandátů |
| PSOE | PSOE             |  | 139 | 139     |
| PP | PP               |  | 75  | 75      |
| ERC-Sobiranistes | ERC-Sobiranistes |  | 12  | 12      |
| C's | C's              |  | 10  | 10      |
| EAJ-PNV | EAJ-PNV          |  | 10  | 10      |
| Podemos | Podemos          |  | 6   | 6       |
| JxCat–Junts | JxCat–Junts      |  | 4   | 4       |
| NA+ | NA+              |  | 3   | 3       |
| EH Bildu | EH Bildu         |  | 2   | 2       |
| Compromís 2019 | Compromís 2019   |  | 1   | 1       |
| Vox | Vox              |  | 1   | 1       |
| CCa–PNC | CCa–PNC          |  | 1   | 1       |
| ASG | ASG              |  | 1   | 1       |
| Volební účast: 75,8 % voličů Žádná jiná strana nezískala mandát. Zdroj |                  |  |     |         |